# Liste der Duisburger U-Bahnhöfe

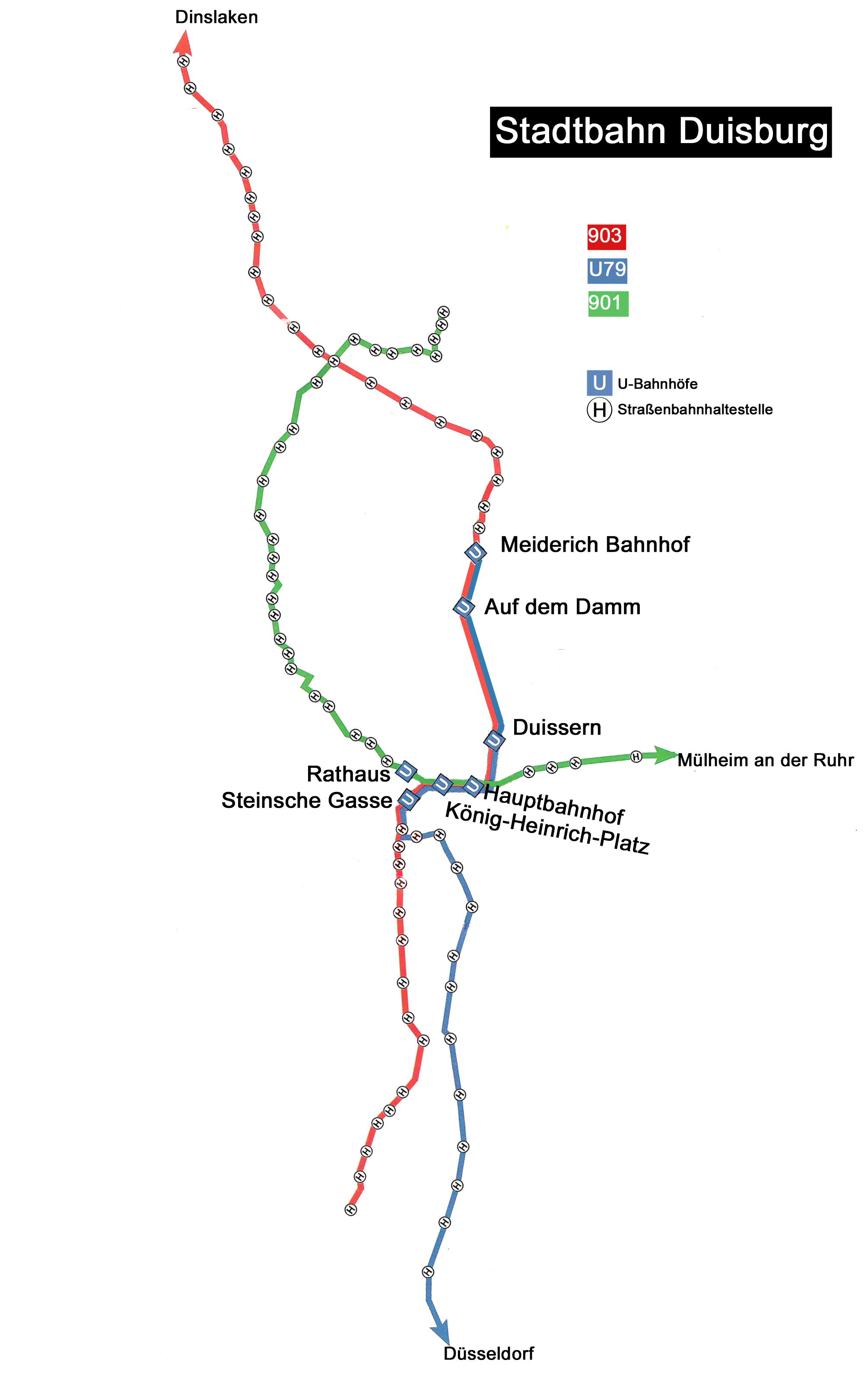
Netzplan

Die Liste der Duisburger U-Bahnhöfe enthält alle Stationen, die von der Stadtbahn der nordrhein-westfälischen Stadt Duisburg bedient werden. Betreiber der U-Bahnhöfe ist die Duisburger Verkehrsgesellschaft.
Die meisten Stationen ermöglichen einen unabhängigen Betrieb der Strecken, dies trifft insbesondere auf alle unterirdischen Stationen und jene in Hochlage zu. Hier ist das Erreichen der Bahnsteige nur über Über- oder Unterführungen möglich.
An den ebenerdigen Stationen dagegen sind noch Querungsmöglichkeiten über die Gleise vorhanden, selbst wenn der Bahnkörper weitgehend vom Straßenverkehr getrennt ist.

## Erläuterungen
Die Liste gibt darüber Auskunft:
- welche Linien den jeweiligen U-Bahnhof bedienen,
- in welchem Jahr der U-Bahnhof eröffnet wurde,
- welcher Bahnsteigtyp (Mittelbahnsteig/Seitenbahnsteig) vorhanden ist,
- welche Bahnsteighöhe (Hochflur/Niederflur) vorhanden ist,
- ob der Bahnhof oberirdisch oder im Tunnel angelegt ist,
- welche Umsteigemöglichkeiten (Bus, Straßenbahn, S-Bahn, Regionalverkehr, Fernverkehr) bestehen,
- ob der U-Bahnhof früher einen anderen Namen führte,
- ob weitere erwähnenswerte Begebenheiten zu nennen sind.

## Liste
| Bahnhof (Kürzel)               | Linien                            | Eröffnung     | Bahnsteig- typ                                        | Bahnsteig- höhe | Lage      | Anmerkungen                                                                                            |
| ------------------------------ | --------------------------------- | ------------- | ----------------------------------------------------- | --------------- | --------- | --- |
| Angerbogen (–)                 | (U 79 Bus)                        | nicht erfolgt | Seitenbahnsteig                                       | (90 cm, 26 cm)  | Hochlage  | Bauvorleistung, Geisterbahnhof                                                                         |
| Auf dem Damm (Add)             | U 79 903 Bus                      | 23. Sep. 2000 | Mittelbahnsteig                                       | 90 cm, 26 cm    | Tunnel    | DFI, Aufzug, Rolltreppen                                                                               |
| Duissern (Dsn)                 | U 79 903 Bus                      | 11. Juli 1992 | Mittelbahnsteig                                       | 90 cm, 26 cm    | Tunnel    | DFI, Aufzug, Rolltreppen, zweigleisige Wendeanlage (Fahrtrichtung Nord)                                |
| Hauptbahnhof (Dho/Dhu)         | U 79 901 903 Bus S-Bahn SPNV SPFV | 11. Juli 1992 | Mittelbahnsteig (zwei übereinander, Richtungsbetrieb) | 90 cm, 26 cm    | Tunnel    | DFI, Aufzug, Rolltreppen, Überleitstelle zwischen beiden Strecken                                      |
| Kesselsberg (Keb)              | U 79 Bus                          | 1975          | Seitenbahnsteig                                       | 90 cm           | Hochlage  | DFI, Aufzug, Rolltreppen, zweigleisige Wendeanlage (Fahrtrichtung Süd)                                 |
| König-Heinrich-Platz (Kpo/Kpu) | U 79 901 903                      | 11. Juli 1992 | Mittelbahnsteig (zwei übereinander, Linienbetrieb)    | 90 cm, 26 cm    | Tunnel    | DFI, Aufzug, Rolltreppen, Zivilschutzraum (4.500 Pers.), zweigleisige Wendeanlage (Fahrtrichtung West) |
| Kremerstraße                   | U 79 Bus                          | 11. Juli 1992 | Mittelbahnsteig                                       | 90 cm           | ebenerdig | DFI |
| Meiderich Bahnhof (Mei)        | U 79 903 Bus SPNV                 | 23. Sep. 2000 | Mittelbahnsteig (ohne Zwischenebene)                  | 90 cm, 26 cm    | Tunnel    | DFI, Aufzug, Rolltreppen, zweigleisige Wendeanlage (Fahrtrichtung Nord)                                |
| Mühlenkamp                     | U 79                              | 11. Juli 1992 | Seitenbahnsteig                                       | 90 cm 1         | ebenerdig | |
| Münchener Str. (Mns)           | U 79 Bus                          | 12. Dez. 1971 | Seitenbahnsteig                                       | 90 cm 1         | Hochlage  | DFI, Aufzug, Rolltreppen                                                                               |
| Musfeldstraße                  | U 79                              | 11. Juli 1992 | Seitenbahnsteig                                       | 90 cm           | ebenerdig | DFI |
| Rathaus (Rat)                  | 901 Bus                           | 11. Juli 1992 | Mittelbahnsteig (ohne Zwischenebene)                  | 26 cm           | Tunnel    | DFI, Aufzug, Rolltreppen, leicht ansteigendes Gleisbett (Übergang zur Rampe Schwanentor)               |
| Sittardsberg (Stb)             | U 79 Bus                          | 16. Dez. 1970 | Seitenbahnsteig                                       | 90 cm 1         | Troglage  | DFI, Rolltreppen                                                                                       |
| St.-Anna-Krankenhaus 2 (Sak)   | U 79 Bus                          | 11. Feb. 2005 | Seitenbahnsteig                                       | 90 cm 1         | Hochlage  | DFI, Aufzug, stark ansteigendes Gleisbett (Fahrtrichtung Süd)                                          |
| Steinsche Gasse (StG)          | U 79 903 Bus                      | 11. Juli 1992 | Mittelbahnsteig                                       | 90 cm, 26 cm    | Tunnel    | DFI, Rolltreppen                                                                                       |
| Waldfriedhof 3 (Nef)           | U 79                              | 15. Sep. 1971 | Seitenbahnsteig                                       | 90 cm 1         | Hochlage  | DFI, Aufzug, Rolltreppen, eingleisige Wendeanlage (Fahrtrichtung Süd)                                  |
| Castanjens Garten              |                                   |               | Mittelbahnsteig                                       |                 | Tunnel    | Bauvorleistung, Geisterbahnhof                                                                         |